# J. B. 스무브
제리 앤절로 브룩스(영어: Jerry Angelo Brooks, 1965년 12월 16일 ~ )는 예명 J. B. 스무브(J. B. Smoove)로 잘 알려진 미국의 배우, 희극인, 작가이다.

## 출연 작품
- 2019 스파이더맨: 파 프롬 홈